# Relaciones Colombia-Malasia
Las relaciones Colombia-Malasia son las relaciones exteriores entre Malasia y Colombia. Colombia mantiene una embajada en Kuala Lumpur, mientras que la embajada de Malasia en Lima, Perú está acreditada en Colombia.
Los dos países son miembros del Naciones Unidas, Movimiento No Alineado y del Consejo de Cooperación Económica del Pacífico, en el que Malasia Apoyó en gran medida la aceptación de Colombia en 1994. Ambos países pertenecen al Sistema Global de Preferencias Comerciales entre Países en Desarrollo, que es un acuerdo comercial preferencial firmado en 1989.
Ambos países coinciden en la importancia de cooperar en temas como la protección y uso sostenible de los recursos naturales, la lucha contra el problema mundial de las drogas y el fortalecimiento de las relaciones entre los países de la cuenca del Pacífico.

## Naciones Unidas
En 1989, propuso a la ONU que se organizara un ejército internacional para combatir los carteles y ejércitos privados de la droga para ayudar a países como Colombia.
El 27 de octubre de 1990, los dos países, junto con Cuba y Yemen, expresaron su preocupación por una resolución de la ONU que haría a Irak responsable de las repercusiones financieras relacionadas con la invasión de Kuwait. Finalmente, se hizo un acuerdo para aumentar la presión sobre el presidente Saddam Hussein para que se retirara de Kuwait y pusiera fin a la Guerra del Golfo. La guerra acabaría eventualmente el 28 de febrero de 1991 con la intervención de la Coalición de la Guerra del Golfo. Aunque Malasia y Colombia apoyaron el uso autorizado de la fuerza de la ONU contra Irak, ninguno de los dos países participó directamente en la Coalición.
En 2006, ambos países solicitaron el Programa Ambiental de las Naciones Unidas durante el Protocolo de Montreal para el Fortalecimiento Internacional (IS). El comité revisó sus solicitudes conjuntamente y aprobó $ 275,000 en fondos para ambos países.

## Lecturas externas
- Malaysia sedia bantu bangunkan industri sawit di Colombia (enlace roto disponible en Internet Archive; véase el historial, la primera versión y la última).
- New Straits Times - Google News Archive Search
- New Straits Times - Google News Archive Search
- New Straits Times - Google News Archive Search
- New Straits Times - Google News Archive Search